# Meridiano 20 W
O meridiano 20 W é um meridiano que, partindo do Polo Norte, atravessa o Oceano Ártico, Gronelândia, Islândia, Oceano Atlântico, Oceano Antártico, Antártida e chega ao Polo Sul. Forma um círculo máximo com o Meridiano 160 E.
Começando no Polo Norte, o meridiano 20 Oeste tem os seguintes cruzamentos:
| País, território ou mar | Notas |
| ----------------------- | --- |
| Oceano Ártico           | |
| Gronelândia             | |
| Oceano Ártico           | Mar da Gronelândia |
| Islândia                | |
| Oceano Atlântico        | |
| Oceano Antártico        | |
| Antártida               | Fronteira entre o Território Antártico Britânico, reclamado pelo Reino Unido · e a Terra da Rainha Maud, reclamada pela Noruega |